# مصلح جميل
مصلح جميل، فوتوغرافي وكاتب وصحفي سعودي. من مواليد 1975م. حصل على بكالوريوس في الفنون الفوتوغرافية - الاتصال الجماهيري وتخصص فرعي في الإنسانيات من الولايات المتحدة الأمريكية. درس الدراسات السينمائية والتصوير السينمائي في معهد أوكلاهوما للسينما وجامعة أوكلاهوما المركزية 2010.
عمل بجريدة الوطن السعودية مكتب الدمام، كمحرر ثقافي غير متفرغ منذ العام 2003. عمل أيضا بحريدة الحياة لفترة قصيرة في العام 2005م، ليتركها ويعود للوطن. يكتب منذ مطلع العام 2009 م زاوية اسبوعية تنشر كل اثنين في صحيفة الوطن بعنوان شرق غرب. بدء التصوير الفوتوغرافي نهاية العام 2000 وتعلمه بالممارسة والقراءة والالتحاق بالدورات المتخصصة في دبي وأستراليا، حتى قرر الدراسة الأكاديمية لفنون التصويرالفوتوغرافي في الولايات المتحدة الأمريكية.
يعتبر من السعوديين القلائل الذين يحملون شهادة البكلوريس في التصوير الفوتوغرافي. شارك في عدة معارض فوتوغرافية وفاز في عدة مسابقات فوتوغرافية، أهمها حصولة على المركز الأولى على مستوى جامعات أمريكا في مسابقة مجلة الصورة الأمريكية المخصصة لطلاب جامعات وكليات أمريكا في العام 2009م، كما حصل على جائزة أبها الثقافية في التصوير الفوتوغرافية 2003م.عمل كأول رئيس لنادي التصوير الفوتوغرافي بجمعية الثقافة والفنون بالدمام. كتب القصة القصيرة وشارك في عدة امسيات سردية وفوتوغرافية في بعض الاندية الأدبية وجمعيات الثقافة والفنون. حصل على عدة جوائز في مسابقات القصة القصيرة في بعض الاندية الأدبية السعودية.

## التعليم
شهادة جامعية في الصيدلة، كلية العلوم الصحية بالدمام 1998م (تتبع حاليا جامعة الدمام).
بكالوريوس فنون فوتوغرافية، جامعة أوكلاهوما المركزية-أوكلاهوما 2010م.
دورات قصيرة متخصصة في التصوير في دبي، أستراليا، أمريكا.
الكتابة للسينما، التصوير السينمائي، معهد أوكلاهوما للسينما وكلية المجتمع بمدينة أوكلاهوما.
تخصص فرعي في الإنسانيات والدراسات السينمائية، جامعة أوكلاهوما المركزية، أوكلاهوما.

## وصلات خارجية
•	موقعه